# Rembrandtstraße 1

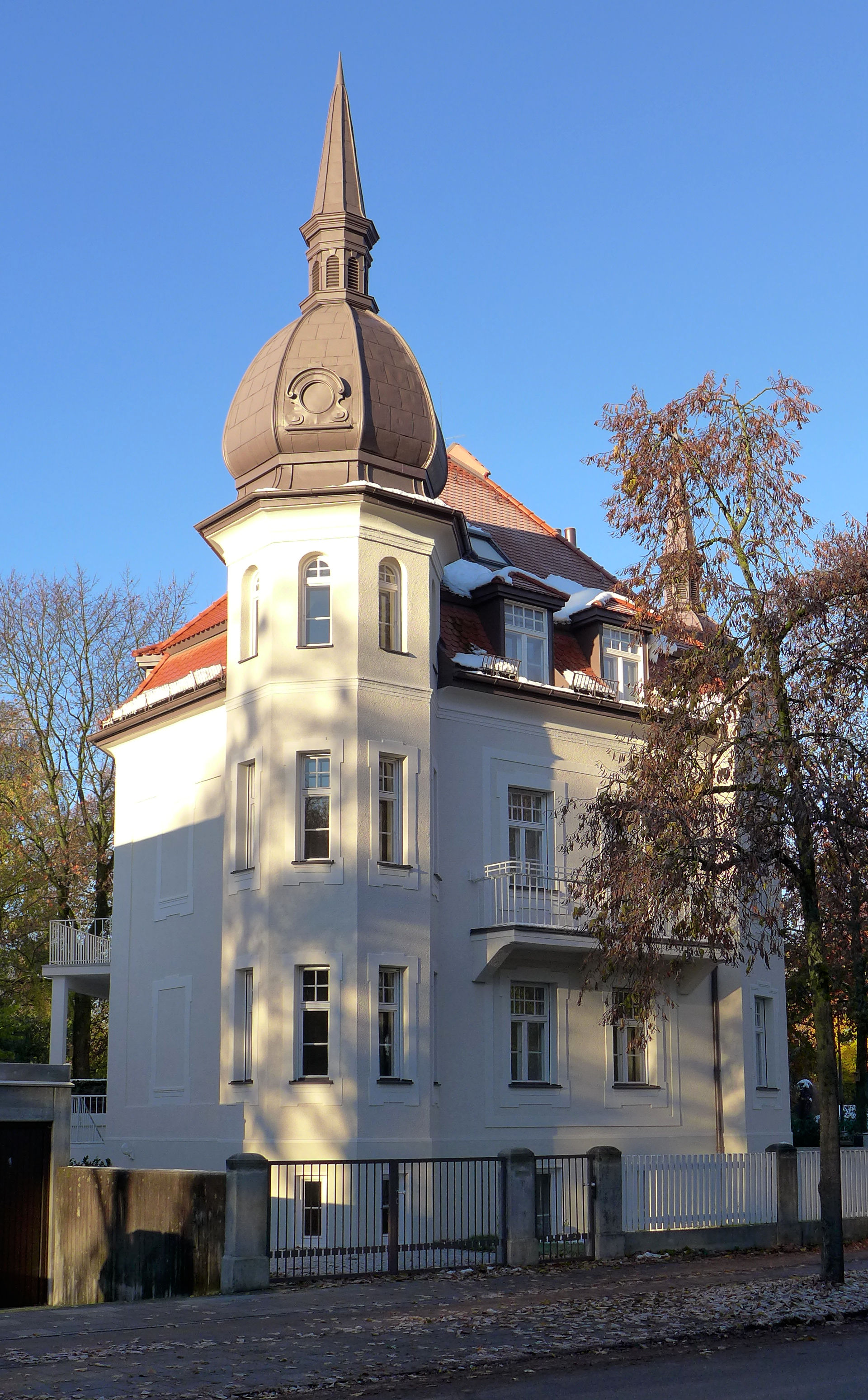
Haus Rembrandtstraße 1 in Pasing (Ansicht von der Alten Allee)

Das Wohnhaus Rembrandtstraße 1 im Stadtteil Pasing der bayerischen Landeshauptstadt München wurde 1902/03 errichtet. Die Hälfte einer Doppelvilla mit der Nr. 3 an der Rembrandtstraße, die zur Villenkolonie Pasing II gehört, ist ein geschütztes Baudenkmal.

## Beschreibung
Das Wohnhaus im Stil der Neurenaissance wurde nach Plänen des Architekten Conrad Klinger erbaut, der auch der Bauherr war. Das zweigeschossige Haus mit Dachausbau besitzt einen Erkerturm mit Zwiebelhaube zur Alten Allee. Vor dem Bau des evangelischen Gemeindehauses mit Kindergarten und Wohnungen grenzte das Doppelhaus an die Himmelfahrtskirche. Die Treppenhäuser befinden sich in der Hausmitte beiderseits der Brandmauer. Auf jedem Stockwerk gibt es eine Wohnung mit Mittelkorridor.
Das Haus Nr. 1 wurde in den 2010er Jahren aufwändig renoviert, wobei eine Treppe von der Erdgeschosswohnung zu den neu geschaffenen Wohnräumen in den ehemaligen Kellerräumen eingebaut wurde. Damit wurde eine größere Wohnung über zwei Geschosse geschaffen. Die Stuckdecken blieben bei der Renovierung erhalten.